# Естонски партизани
Естонски партизани, који се у Естонији називају и Шумска браћа (ест. Metsavennad) били су партизани који су учествовали у герилском рату против совјетских снага у Естонији од 1940. до 1941. и од 1944. до 1978.
Када је СССР окупирао и анектирао Естонију 1940. године, бившим цивилима, војницима и стварним и наводним противницима Кремља запрећено је хапшењем и репресијом. Људи су потражили уточиште у шуми након масовне депортације 14. јуна 1941. године.
Највећа организација Шумске браће била је Relvastatud Võitluse Liit (РВЛ), која је деловала од 1946. до 1949. године. Најзначајније вође РВЛ убијене су у лето 1949. године. Велике битке између Шумске браће и јединица КГБ-а окончане су у Естонији 1953. године, иако су мањи сукоби настављени до 1957. године.
Последња Шумска браћа која су ухапшена су Хуго и Аксел Мотус, који су заробљени у округу Виру у лето 1967. Август Сабе је остао на слободи до 1978. године, када га је КГБ или убио у округу Вору или се удавио у покушају да им побегне.

## Историја
Совјетски Савез је окупирао и анектирао Естонију, Летонију и Литванију 1940. Од тада су се бивши државници и војници скривали по шумама, јер би их нови режим иначе погубио или депортовао. Многи су се сакрили након масовне депортације јуна 1941. године.

### Летњи рат
Летњи рат се водио између Шумске браће, добровољаца и 18. армије Вермахта против снага 8. армије СССР-а и НКВД-а.
Када је 22. јуна 1941. избио рат између Немачке и Совјетског Савеза, многи наоружани људи су били у шуми да помогну у ослобађању Естоније од совјетске окупације. Током Летњег рата, Шумска браћа су ослободила јужну Естонију. Највеће борбе водиле су се око Тимканала, као и Тартуа, где су Шумска браћа подигла устанак 10. јула 1941. године.

### После 1944.
Од 25. новембра 1944. године територију Естоније је у потпуности окупирала Црвена армија. Од јесени те године, хиљаде естонских војника, бивших официра Вермахта и припадника Омакаитсеа (добровољци) нашло се у шуми. Поред њих су се крили бивши запослени у совјетској администрацији и људи који су избегавали регрутацију у Црвену армију.
Њихове униформе су комбиновале елементе униформи бивше естонске војске, Вермахта и цивилне одеће. Били су наоружани углавном пешадијским оружјем које су Немци оставили када су потиснути назад. Групе Шумске браће састојале су се од пет до десет људи, са којима је било повезано неколико десетина саучесника у локалном становништву.
Совјетска команда и влада Естонске ССР створиле су снаге за борбу против подземних покрета отпора. Пета пешадијска дивизија унутрашњих трупа НКВД-а, стационирана у Летонији под командом генерал-мајора Петра Леонтјева, проширила је своје операције на Естонију. Формирани су и естонски батаљони за уништавање (од 5.300 људи).
Арнолд Вајмер је добио петицију од председника Савета народних комесара Естонске ССР да се породице „издајника домовине, издајника и других непријатељских елемената иселе”. У августу 1945, 407 цивила, већином немачког порекла, пребачено је из Естоније у Пермску област. Додатних 18 породица (51 особа) је пребачено у Тјуменску област у октобру, 37 породица (87 особа) у новембру и 37 породица (91 особа) у децембру.
Године 1945. трупе НКВД-а и батаљони за уништавање убили су 432 естонска борца за слободу и ухапсили 584 особе, укључујући 449 присталица партизана. Истовремено, убијено је 56 полицајаца, војника и официра НКВД трупа; 86 припадника ловачког одреда; а убијен је и 141 просовјетски активиста. Антисовјетски партизански рат у Естонији настављен је до 1953. године. До 30.000 људи придружило се Шумској браћи.

### Антс Каљуранд
Шумски брат Антс "Грозни" Каљуранд је био локални вођа РВЛ, партизанске организације коју је основао Ендел Редлих. Каљуранд је ухапшен 1949. и стрељан у марту 1951.

### Шумска браћа из Вируме
Шумска браћа из Вируме послата су да униште велике јединице совјетског КГБ-а, што је довело до неколико битака између снага КГБ-а и Шумске браће. Иако су губитке сносиле обе стране, већина битака је резултирала већим губицима за совјетске снаге.

## Значајне битке

### Битка код Осуле
Битка код Осуле, или Битка код Мерице, одиграла се у селу Осула у жупи Сомерпалу од 31. марта до 1. априла 1946. године. Битка између Шумске браће и совјетских снага КГБ-а на фарми Хендрик била је једна од највећих у округу. Учествовало је седморо Шумских браће, пет мушкараца и две жене. Тачан број укључених војника КГБ-а није познат, али је учествовало до 300. Битка је трајала седам сати; пред крај партизани су остали без муниције и кућа је запаљена. Два Шумска брата су погинула током битке, а остали су погинули у пожару куће.

У димњаку кућне пећи пронађено је писмо. Писало је:
„Естонски народе! Данас, 1. априла 1946. године, ми, естонски партизани, борили смо се против издајника естонског народа. Одупирали смо се око 8 сати. Естонски народе, борите се исто тако чврсто за слободу и независност естонског народа. Живела слободна Естонија и естонски народ!"

### Битка код Саике
Битка код Саике догодила се у сеоској шуми 7. марта 1951. године.
У бици је учествовало осам Шумске браће и непознат број стражара КГБ-а. Био је то први велики сукоб између Шумске браће и снага Министарства државне безбедности Русије у региону Вастселина. Војници МДБ-а дошли су да заузму бункер са две стране: од села Маури према Саики и од села Ребасе према Саики.
Око 10 ујутро, чули су се пуцњи из шуме у оближњим селима. Борба је трајала око четири сата. У сукобу је погинуло пет војника МДБ-а заједно са шест Шумске браће. Август Кус и Ричард Вахи, двојица преживелих партизана, касније су погинули у бици у Путлију 1953.
Спомен-камен је откривен 2007. године у част шесторице Шумске браће који су погинули у бици.

### Битка код Путлија
Битка код Путлија се одиграла у жупи Вастселина 29. марта 1953. године, када су официри КГБ-а упали у бункер који су заузела Шумска браћа у 9. ујутру. Опсада је трајала скоро три сата. Када су Шумска браћа рањена, испалили су своје гранате како би спречили да их користе снаге КГБ-а. Осам шумске браће, Ричард Вахи, Карл Каур, Аугуст Кчус, Аугуст Курча, Леида Гринтал, Ендел Лајман, Лехте-Каи Ојамае и Илсе Вахи, погинули су у бици.
После битке, бункер је спалило обезбеђење. Тела погинулих партизана су однета на идентификацију и закопана на ивици шуме Ристиме.

## Последице
Ерик-Нилес Крос је саставио списак Шумске браће који су умрли од 1944. године. Садржи 1.700 имена, укључујући и оне који су умрли у заточеништву. Историчар Март Лар тврди, на основу Кроса, да је било више од 2.200 познатих смртних случајева.
Последњи естонски партизан, Аугуст Сабе, умро је 27. септембра 1978. године, наводно се удавио у реци након што га је пронашао КГБ док је пецао. Сабеово тело је пронађено испод балвана.
Од 1998. године Естонска одбрамбена лига организује експедицију Поргупохја, годишњу војну спортску манифестацију у шумама Вана-Вигала и Еидапере, у част партизана.
2019. године у Естонском ратном музеју је отворен део за проучавање Шумске браће.

## У популарној култури
- Канадски филм Legendi loojad (Креатори легенде) о естонској Шумској браћи објављен је 1963. године. Филм је финансиран донацијама прогнаних Естонаца.[8][9]
- Документарни филм из 1997. Живели смо за Естонију прича причу о естонској Шумској браћи из угла једног од његових учесника.[10]
- Естонски филм из 2007. Синови једне шуме (естонски: Ühe metsa pojad) прати причу о два Шумска брата у јужној Естонији који се боре са Естонцем из Вафен-СС против Совјета.
- Роман Шумска браћа Гераинта Робертса из 2013. прати официра британске морнарице који се враћа у Естонију током текућег сукоба између Немачке и Совјетског Савеза. Многи ликови који су му помогли у прошлости крију се у шуми.

## Процене
Према историчарима који су проучавали партизане, након Другог светског рата у Естонији је било између 14.000 и 15.000 Шумске браће, заједно са људима који су се једноставно скривали у шумама. Према извештају који је совјетски официр Оскар Борели поднео у јуну 1953. године, снаге КГБ-а су убиле 1.495 чланова Шумске браће и других организација отпора између 1944. и 1. јуна 1953, а још 9.870 је ухапшено (5.471 припадник Шумске браће и 1.114 припадника тајне организације, 1.212 грађана).
Према совјетским изворима, 891 особа је умрла између 1946. и 1956. од последица дејстава Шумске браће, укључујући 447 совјетских активиста; 295 припадника истребљивачких батаљона; 52 припадника НКВД-а, НКГБ-а и МДБ-а; и 47 војних лица.